# 7302-es mellékút (Magyarország)
A 7302-es számú mellékút egy négy számjegyű mellékút Veszprém vármegye területén.

## Nyomvonala
A 77-es főútból ágazik ki, annak 3+100-as  kilométerszelvénye előtt, Nemesvámos északi külterületén, dél-délkeleti irányban, és szinte végig ezt az irányt követi. 500 méter megtétele után eléri a település házait, központját pedig kicsivel az első kilométere előtt. 1,8 kilométer után hagyja el a község belterületét, majd a 2+750-es kilométerszelvényénél eléri a balácapusztai bekötőutat és egyben Veszprémfajsz határát is átlépi. 3,5 kilométer után lép be ez utóbbi település lakott területére, amit a 4,4-es kilométere után hagy el. Az 5. kilométerétől az út Veszprémfajsz és Felsőörs határvonalán húzódik (utóbbi település lakott területét messze elkerüli); 5,5 kilométer után beletorkollik északi irányból a 73-as főútról levezető, dél felé egyirányú 73 801-es út; kicsivel ezután a 73-as útba torkollva ér véget, annak 6+500-as kilométerszelvényénél. Teljes hossza, az országos közutak térképes nyilvántartását szolgáló kira.gov.hu adatbázisa szerint 5,794 kilométer.

## Galéria

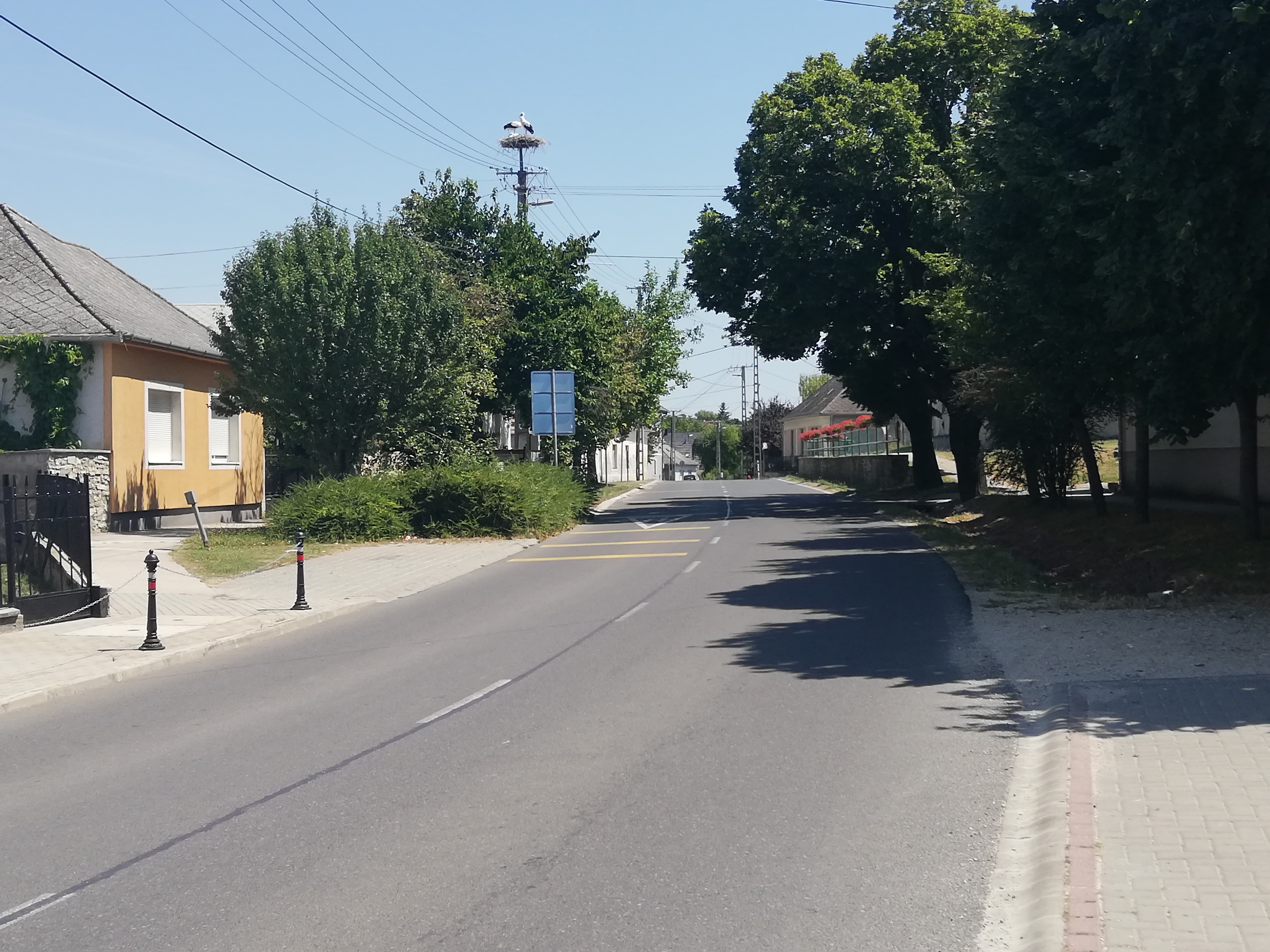
Az út Nemesvámos központjában dél felé nézve
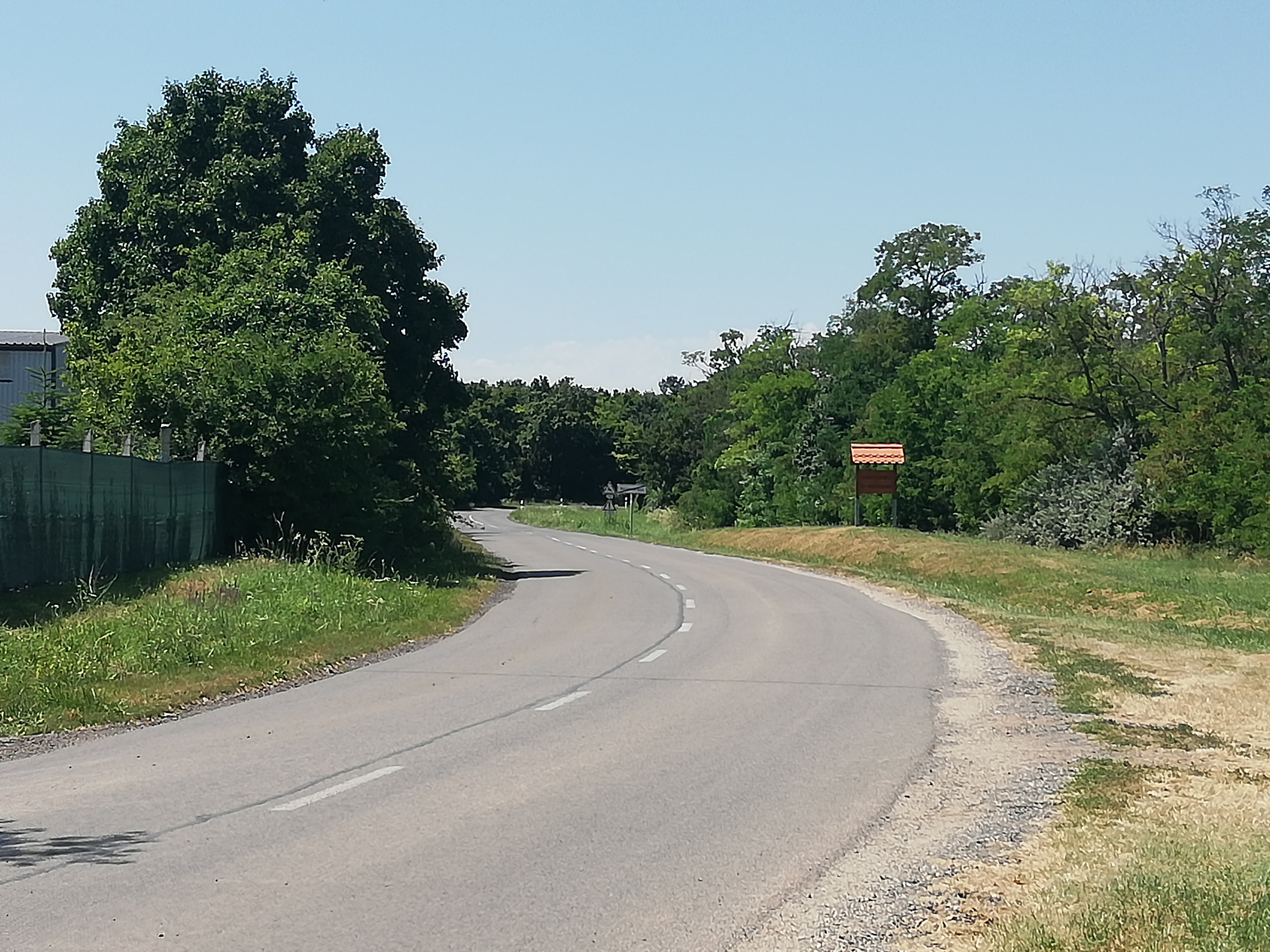
Veszprémfajsz északi szélén, Nemesvámos felé nézve
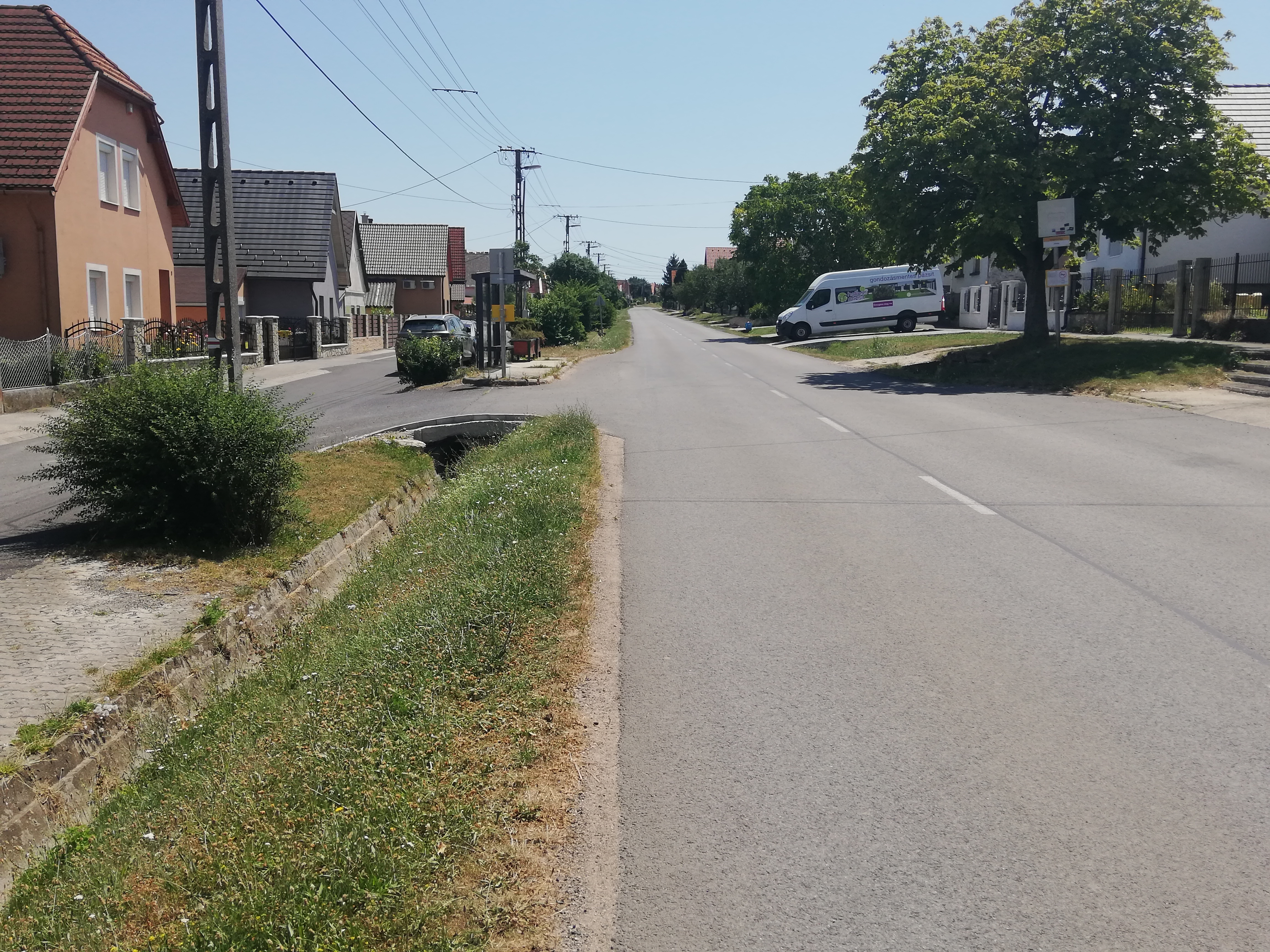
Veszprémfajsz központjában, dél felé nézve